# Stephen Donald

a Compétitions nationales et continentales officielles uniquement.

b Matchs officiels uniquement.
Dernière mise à jour le 27 juillet 2018.
Stephen Rex Donald, né le 3 décembre 1983 à Papakura, est un joueur de rugby à XV néo-zélandais qui joue au poste de demi d’ouverture avec les All Blacks. Avec celle-ci, il remporte la Coupe du monde de rugby à XV 2011. Il évolue avec Counties Manukau puis Waikato dans le championnat de Provinces néo-zélandaises, puis avec les Chiefs en Super 15 avant de rejoindre le club anglais de Bath après la coupe du monde 2011. En 2013, il rejoint le Japon, puis il retourne en 2015 en Nouvelle-Zélande pour évoluer avec Waikato et les Chiefs.

## Biographie
Stephen Donald fait ses débuts dans le Championnat National des Provinces (NPC) en 2002 avec la province de Counties Manukau, avant de rejoindre deux ans plus tard  Waikato. En 2005, il est sélectionné avec la franchise des Chiefs pour participer au Super 14. Botteur attitré de l'équipe, il se révèle comme l'un des meilleurs marqueurs de cette compétition : en 2007, il est le meilleur marqueur néo-zélandais du Super 14 et en 2008, le second derrière Daniel Carter. En 2006, avec 133 points, il inscrit le record du nombre de points inscrits par un joueur des Chiefs dans le Super 14.
Le 14 juin 2008, il connaît sa première sélection avec les All Blacks lors d'un test match contre l'Angleterre. Considéré comme la doublure de Dan Carter, il est régulièrement appelé entre 2008 et 2009 mais beaucoup moins par la suite et n'est pas retenu par le sélectionneur pour disputer la coupe du monde 2011. Donald est considéré dans son pays comme moins talentueux que Dan Carter, moins étincelant et prometteur que le jeune Aaron Cruden et simplement pas assez bon pour être un All Blacks. Néanmoins, à la suite des blessures de Dan Carter et de son remplaçant Colin Slade, il est rappelé en équipe nationale en pleine coupe du monde. Pour la petite histoire, ne s'attendant pas à être rappelé, il était parti à la pêche et ne répond pas aux appels du sélectionneur Graham Henry dont il a effacé le numéro de son téléphone. C'est finalement son coéquipier Mils Muliaina qui réussit à le joindre.
Peu en forme en raison de son manque de préparation, il ne dispute qu'un seul match lors de la coupe du monde : la finale face à l'équipe de France. À la 34e minute, Donald remplace Aaron Cruden qui s'est blessé et devient le premier joueur à commencer une coupe du monde en finale (il sera suivi à la 76e minute par le français Jean-Marc Doussain). À la 43e minute, il inscrit une pénalité qui donne une avance décisive et définitive à son équipe. Bien que quatrième ouvreur dans la hiérarchie de son équipe, c'est lui qui inscrit le point qui fait gagner son équipe.
En son hommage, le club de Waiuku Rugby Club où il a débuté a renommé son stade Beaver Park en référence au surnom du joueur en Nouvelle-Zélande : the Beaver (le castor).
Après sa victoire en Coupe du Monde, il part pour Bath dans le Championnat d'Angleterre. Après deux saisons, il se rend au Japon pour évoluer avec Mitsubishi Dynaboars, club basé à Sagamihara. En 2015, il retourne en Nouvelle-Zélande, retrouvant sa province de Waikato. Sa saison est perturbée par une déchirure aux ischio-jambiers. Malgré cette blessure, il intègre en 2016 le groupe des Chiefs pour la saison 2016 de Super Rugby.

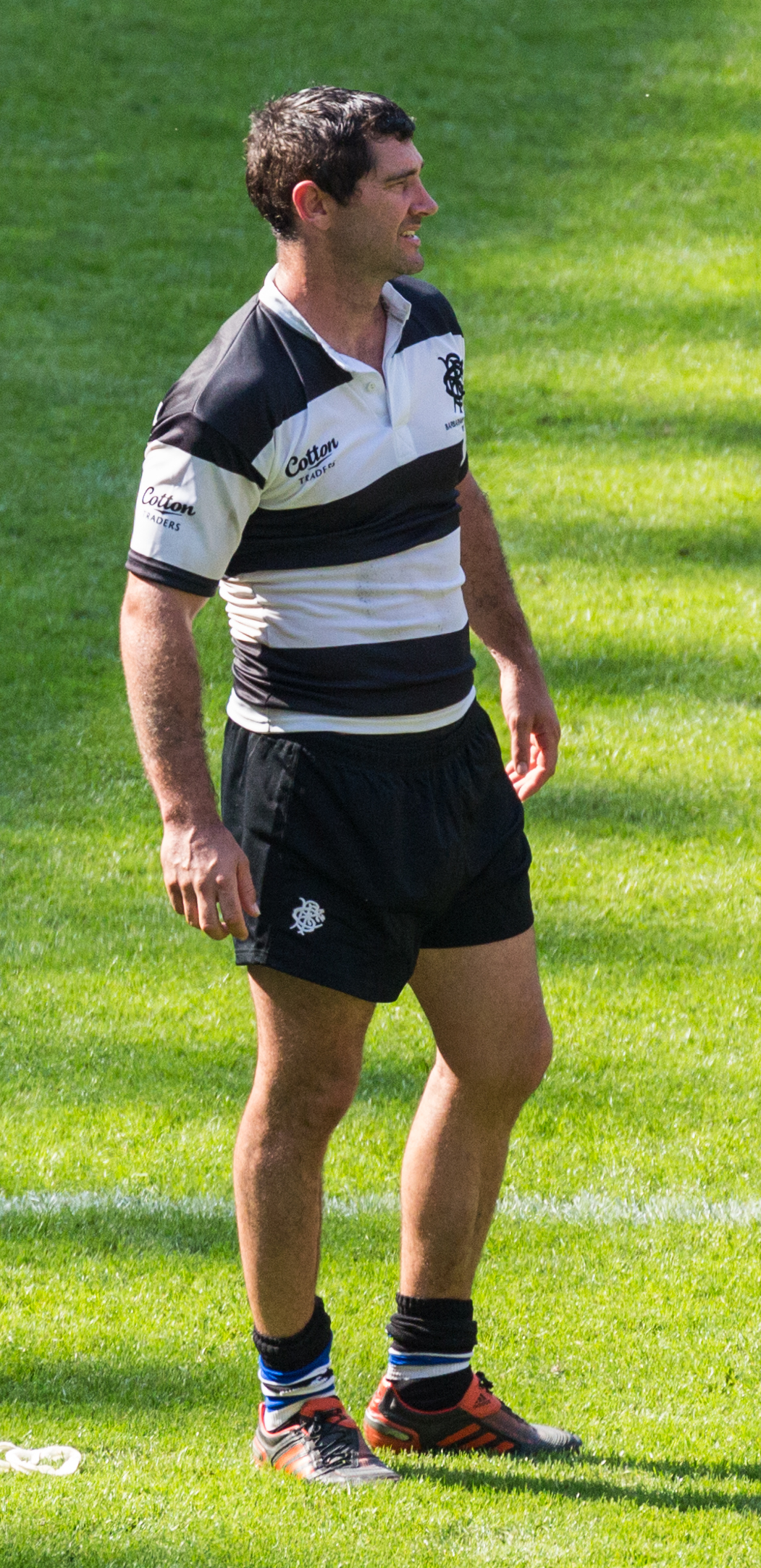
Donald avec les Babas

## Palmarès

### En club
- Finaliste du Super 14 en 2008 avec les Chiefs.
- Vainqueur du National Provincial Championship en 2006 avec Waikato.
- Finaliste du National Provincial Championship en 2010 avec Waikato.
- Vainqueur de la Top League en 2017 avec les Suntory Sungoliath.

### En équipe nationale
- Vainqueur du Tri nations en 2008.
- Vainqueur de la Coupe du monde 2011

## Statistiques

### En équipe nationale
De 2008 à 2011, Stephen Donald compte 23 sélections avec les All-Blacks, inscrivant 98 points. Avec les Kiwis, il dispute une Coupe du monde en 2011. Il participe à deux éditions du Tri-nations en 2008 et 2009.